# 공성무기

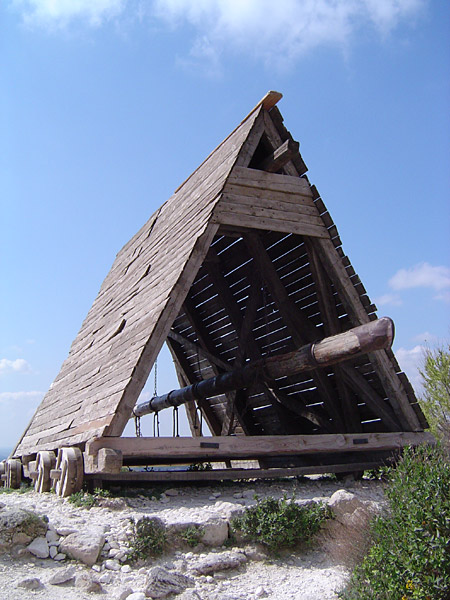
프랑스 샤토 데 보(Château des Baux)의 복제 공성추

공성무기(攻城武器, siege engine)는 공성전에서 무거운 성문, 두꺼운 성벽 및 기타 요새를 부수거나 약해지도록 설계된 장치이다. 일부는 움직이지 않고 멀리서 적의 요새를 공격하기 위해 제자리에 건설되었으며, 다른 일부는 적의 요새까지 전진할 수 있도록 바퀴를 가지고 있다. 보병이 벽을 기어올라 방어자를 공격할 수 있는 정란, 벽이나 관문을 손상시키는 공성추, 대형 원거리 무기 등의 다양한 형태가 존재한다.
공성무기는 상당히 큰 건축물로서, 작은 집에서부터 큰 건물 크기에 이르기까지 다양하다. 고대부터 화약이 개발될 때까지, 이들은 주로 나무로 만들어져 있었으며, 본체를 결합하는 데 로프나 가죽을 사용했으며, 중요한 응력 지점에는 금속 조각 몇 개가 사용되기도 했다. 이들은 인장, 비틀림 또는 트레뷰셰(trebuchets) 경우 인간 동력이나 기계 이점과 연계된 역추적력을 이용해 힘을 축적하여 단순한 발사체를 발사할 수 있었다. 화약과 개량된 금속공학의 발전과 함께 폭포포대와 나중에는 대포가 주요한 공성무기가 되었다.
종합적으로, 공성무기 또는 대포와 공성을 수행하기 위한 군인, 채굴병, 탄약 및 수송 차량과 함께 공성 작전을 수행하는 데 필요한 모든 것을 공성 포열(砲列)이라고 한다.

## 고대

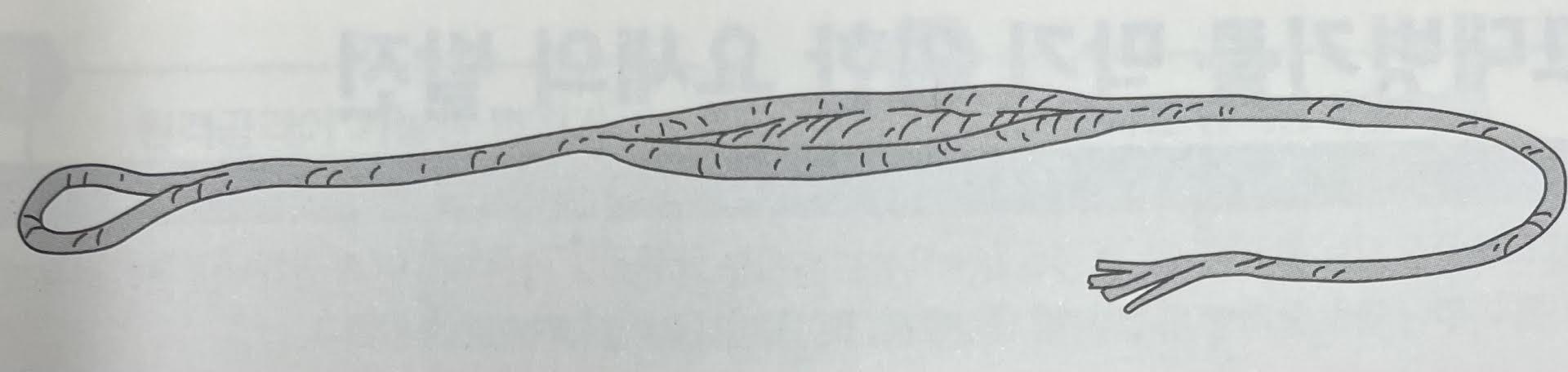
발명 당시의 투석기

### 고대 아시리아에서 로마 제국까지

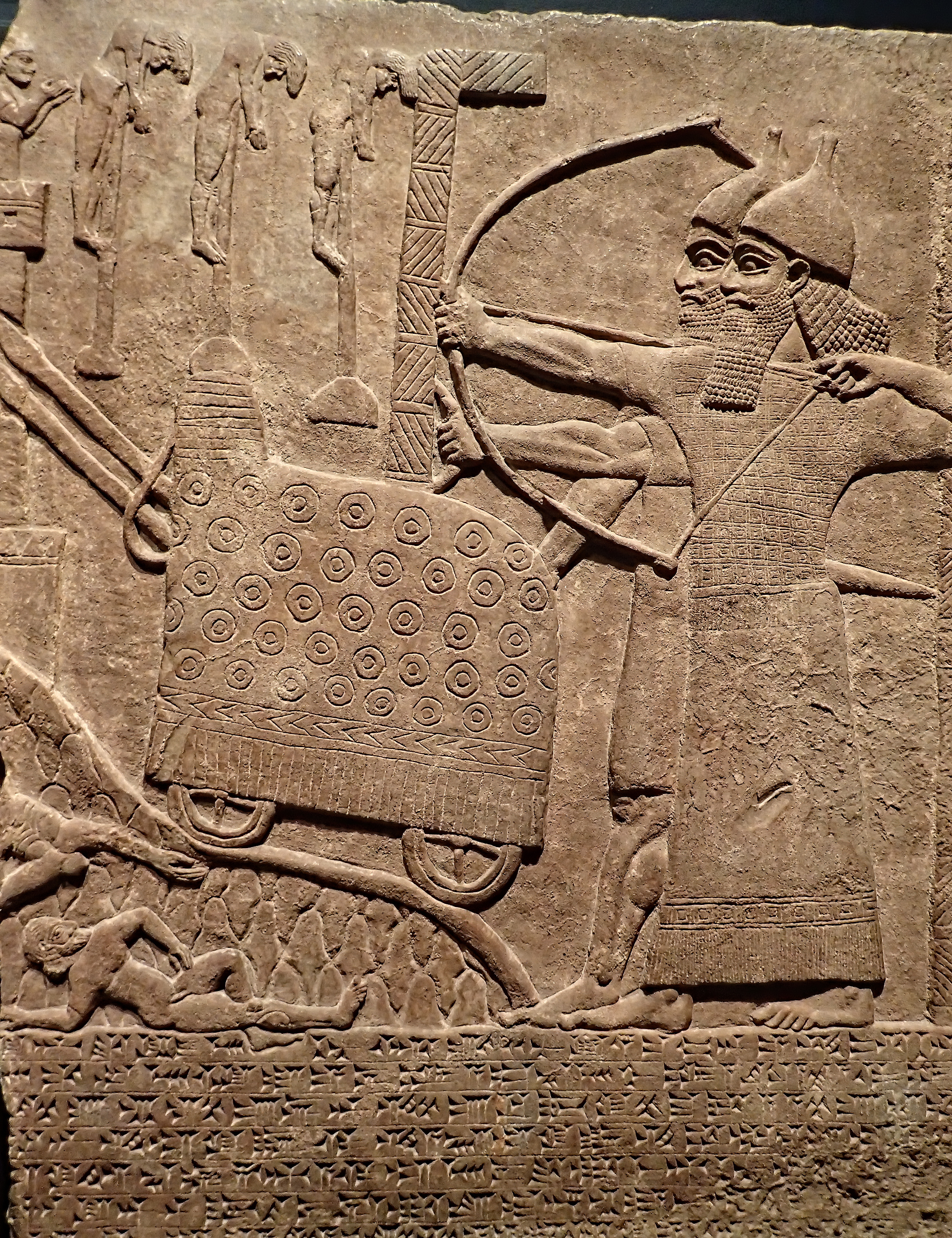
티글라스-필레셀 3세 통치 시기인 기원전 743-720년에 그린 니무드(칼후) 궁전의 공성무기가 나타나는 아쉬리아 공격의 벽화

가장 이른 공성무기는 중기 이집트 왕국 시대 중에 수문집과 함께 사용되는 지붕이 달린 단순한 탑으로 보인다. 공성퇴를 포함한 발전된 공성무기가 아시리아에서 사용되었고, 그 후에는 고대 그리스에서 투석기가 사용되었다. 참고로 기원전 1만년경의 중석기시대 즈음에 투석기가 발명되어 각지로 보급되었으며, 당시의 투석기는 한 가닥 줄 끝에 고리를 만들고 이 고리에 손가락을 넣어서 고정했다.
활이나 투석기와 같은 원격 공격이 가능한 병기가 탄생하자 방어군에서는 공격을 막기 위해 마을과 도시 주변은 나무나 돌로 감쌌다. 나무나 돌로 쌓은 담은, 이윽고 성벽이라는 더욱 견고한 벽이 되고 결국 요새로 발전했다. 대표적 고대성벽에는 예리고 성벽, 차탈회육의 요새가 있다. 당시에는 성벽이나 성문을 지닌 요새를 부술 수 있는 병기가 없었기 때문에 공략이 힘들었고 결국 요새를 돌파하기 위한 공성병기가 본격적으로 개발되기 시작했다.
쿠시(Kush)에서도 8세기 기원경에 공성탑과 공성퇴가 만들어지고 715기원경의 아슈무네인 공성과 같은 쿠시 공성 전투에 활용되었다. 스파르타 시대에는 429기원경 플라테아 공성에서 공성퇴를 사용했지만, 그리스인은 보통 공성무기 사용을 제한한 것으로 보이며, 펠로폰네소스군은 화염 무기와 비슷한 무언가를 사용했다.
지중해 지역의 처음으로 고급 공성무기를 사용한 사람은 피니키아인이고, 그들은 시칠리아의 그리스 식민지에 대해 공성탑과 공성퇴를 사용했다. 이러한 무기들은 시카노스 시의 지도자인 디오니시우스 1세에게 영향을 미쳤으며, 그는 기원전 399년에 투석기를 개발했다.

대규모 공성무기를 크게 사용한 처음 두 명의 지도자는 마케도니아의 필립 2세와 알렉산더 대왕이었다. 그들의 대형무기는 인상적인 기계로 이어졌으며, 예를 들어 기원전 304년 데메트리우스 폴리오르케테스의 헬레폴리스(또는 "도시의 쟁취자")는 아이언 플레이팅으로 된 9층 건물로, 높이는 40m(130ft)이고 너비는 21m(69ft)로, 무게는 180t(400,000lb)에 달했다. 가장 흔히 사용되는 무기는 단순한 공성퇴나 거북이 형태의 것이었으며, 공격자가 벽이나 해자를 어느 정도 안전하게 도달할 수 있도록 여러 가지 미묘한 방식으로 움직였다. 해상 공성이나 전투를 위해 시소 형태의 기계(샘비케 또는 샘부카)가 사용되었다. 이들은 거대한 사다리로, 엮어진 베이스 메커니즘에 걸쳐 있었으며 해안 도시의 바다 성벽으로 해병을 이송하는 데 사용되었다. 일반적으로 두 개 이상의 배에 설치되었으며 일부 샘비케에는 등껍질이 위에 붙어 등받이를 화살로부터 보호하는 것도 있었다. 다른 접이식 무기는 적의 장비나 심지어 상대 병사를 포획하기 위해 사용되었으며 화염무기와 화살을 날리는 무기로도 사용되었다. 

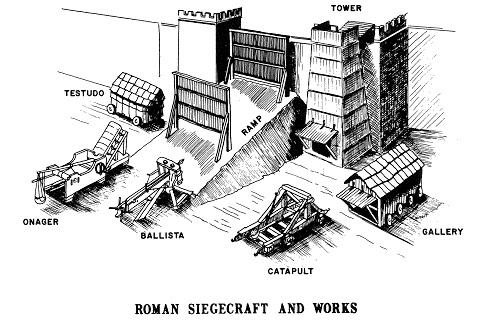
로마 공성무기

로마인들은 적의 성벽을 공격할 때 흙으로 된 경사로(agger)를 만들거나 단순히 성벽을 올라가려고 했다. 이를 예로 들면 기원전 306년에 발생한 사므니트 도시 실비움의 초기 공성전이다. 경사로에서 일하는 병사들은 '비네아'라고 불리는 연결된 피날레로 보호받았다. 공사 중에 경사로의 전면을 보호하기 위해 볼록한 버들 방패가 사용되었다. 또 다른 로마 공성무기로는 그리스의 디아데스의 고리형 차도 매설용 "두더지"와 비슷한 모양을 한 것이 있었는데, 이 갤리(헤게토르의 비잔티움 램-두더지와는 다른 것)는 공성병들이 공격용 차도나 토공 작업을 엔지니어링하기 위한 덮개로 사용되었다. 공성퇴 또한 널리 사용되었다. 로마 군단은 기원전 약 200년경에 처음으로 공성탑을 사용했으며, 기원전 1세기에 육셀로둔 굴의 공성에서 율리우스 카이사르가 십층 공성탑을 사용하여 성공적으로 공성 작전을 수행했다. 로마인은 그들의 끈질김, 강력한 군대, 전술, 그리고 공성무기 덕분에 거의 항상 도시나 요새를 공성하는 데 성공했다.

### 고대 중국

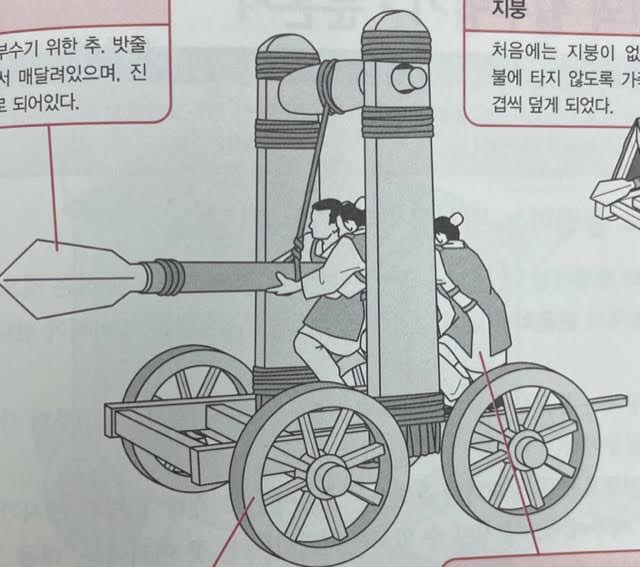
충차의 구조

중국에서 최초로 문서화된 고대 공성 포병장비가 나타난 사례는 팔레버 원리의 견인 투석기와 8피트(약 2.4m) 높이의 공성 크로스보우였으며, 이는 모자교의 추종자들에 의해 기원전 4세기에서 3세기 경 작성된 문헌에 나와있다. 이들은 봄과 가을 시대 후기와 전국 시대 초기에 모자교 학파를 창설한 것으로 알려져 있다. 당시의 공성 기술에 관한 많은 것은 모자교가 작성한 문헌에서의 공성전에 기초를 두고 있다. 대부분의 내용이 대나무 줄기에 기록되어 보존되었지만 현재 매우 망가져 있다. 그러나 심각한 파편화에도 불구하고, 모자의 노력과 다른 작품들과 구분되는 모자의 정성 때문에 기계 장치의 작동 방식과 같은 상세한 내용을 묘사한 고도의 세부 사항을 보존할 수 있었고 공성을 위한 기술 및 공성무기 사용에 관한 기록은 오늘날에도 발견된다. 손상된 부분이 많아더라도 중국의 고대 공성기술에 대한 이해를 돕는 중요한 자료로 여겨진다.
대표적인 고대 중국의 공성무기는 당차라고도 불리는 충차이다. 이는 4개의 바퀴가 달린 대차 위에 대를 세우고 여기에 성벽을 부수기 위한 당추라는 추, 즉 파성추를 단 무기이다. 진자의 힘을 이용해 당추로 성문을 때려 부수는 역할을 담당했고 이는 춘추전국시대(기원전 8세기~기원전 5세기)부터 1851년 태평천국의 난에서도 사용된 것이 확인된 바가 있다.
|      | 기능                                                                     |
| ---- | ------------------------------------------------------------------------ |
| 당추 | 성벽을 부수기 위한 추. 밪출에 묶여서 매달려있으며, 진자 형태로 되어있다. |
| 지붕 | 처음에는 지붕이 없었으나 불에 타지 않도록 가죽을 몇겹씩 덮게 되었다.     |
| 차륜 | 4륜 구동. 이동할 때는 병사들이 대차를 밀어서 움직인다.                   |
| 병사 | 여러 명의 병사가 올라타서 밧줄을 흔들면서 성문을 당추로 때린다.          |

#### 고구려 원정에서의 수·당의 공성무기 및 용도
고대 중국시대부터 중국 영토령의 나라들은 수많은 공성전을 펼쳤고 그에 따라 공성에 대한 무기 및 전술이 발전하게 됐다. 대표적인 공성전의 예가 바로 중국의 수나라와 당나라의 고구려 원정이다. 고구려는 방어의 입장에서 중국의 공성전술을 체감하며 守城戰術을 발달시켰다. 현재 기록 상에서 확인되는 고구려 원정 당시의 주요 공성무기로는 누거(樓車)·충거(衝車)·운제(雲梯)·지도(地道)·포거(抛車)·토산(土山)이 있다.누거는 적을 감시하고 성벽 너머의 적을 공격할 수 있었으며, 충거는 성문과 성벽을 부수고 성에 접근하여 공격하는 공성무기였다. 운제는 수많은 인원이 성벽을 넘어갈 수 있게 하였고, 지도는 땅굴을 통해 성벽 아래로 들어갈 수 있게 하였다. 포거는 돌을 날려 성벽을 부수었고, 토산은 성벽보다 높은 높이의 인공산을 만들어 공격하는 방식이다.

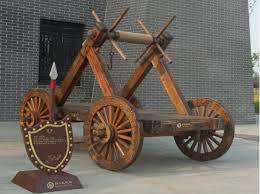
누거(樓車)의 모습
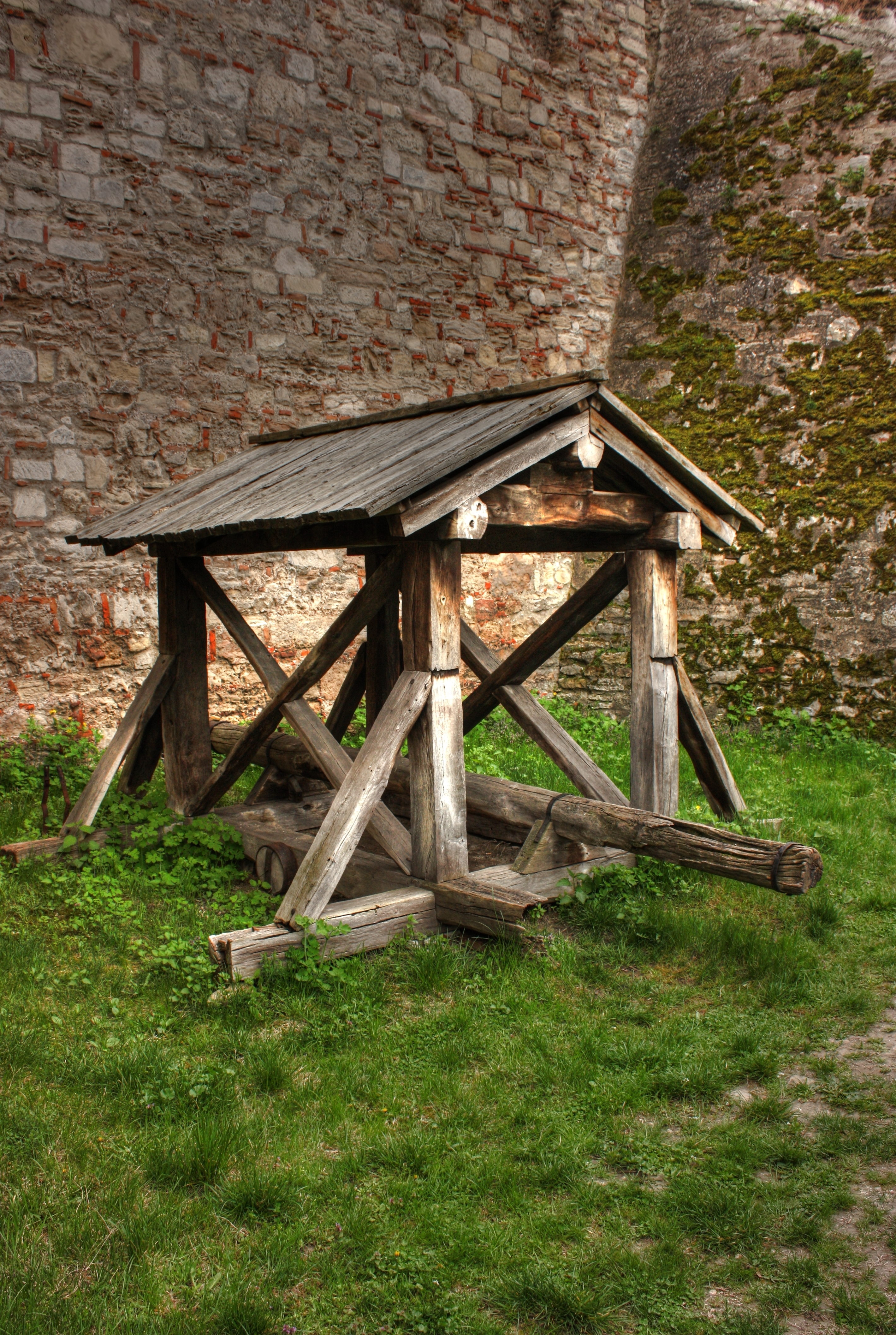
충거(衝車)의 모습
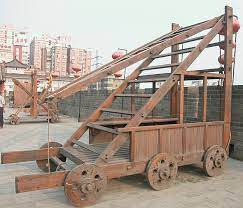
운제(雲梯)의 모습
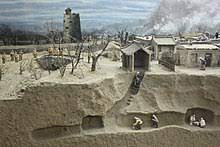
지도(地道)의 모습
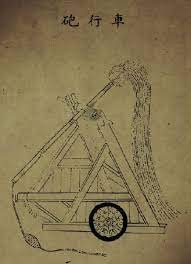
포거(抛車)의 모습
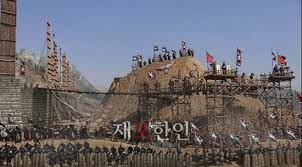
토산(土山)의 모습

##### 수·당나라의 고구려 원정 사례
당나라의 대표적 고구려 원정 사례는 661년 평양성 전투이다. 당시 당나라는 신라와 함께 한반도를 통일을 꾀했다. 660년 9월 초 당나라 장군 소정방이 의자왕을 포로로 삼아 귀환하면서 고구려까지 넘보는 상황이었다. 백제군을 멸망시켰기 때문에 신라군이 걱정없이 고구려를 공격할 수 있는 상황이 마련되었다. 당나라는 고구려 북부 전선을 맡고, 신라를 고구려 남부 전선에 투입한다면 고구려 군사력을 분산시킬 수 있었다. 여러모로 전략과 전술에서 승산이 있던 당나라는 그해 12월 15일 고구려 원정을 공포하고 후일 한반도의 통치권을 위해 독자적인 고구려 원정군을 편성했다. 661년 8월부터 평양성 공격을 개시한 당나라는 다양한 공성무기를 운용해 성을 공략했다.

## 중세 시대
중세 시대의 공성무기 디자인은 망고넬, 온라거, 발리스타, 견인 트레부셰 (기원전 3세기에 중국에서 처음 디자인되어 4세기에 유럽으로 가져옴), 그리고 원산 트레부셰 (12세기에 Mardi bin Ali al-Tarsusi에 의해 처음 기술적으로 기록되었으나 출처는 알려지지 않음)과 같은 다수의 투석기가 대표적이다. 이러한 무기들은 돌벽을 공격하기 위해 큰 투사체를 투척하는 데 기계 에너지를 사용했다. 또한 공격용으로 사용되는 것은 돌파기와 공성탑이었는데, 이것은 적의 화살로부터 어느 정도 보호받으면서 공격자가 성벽을 오르고 넘을 수 있었다.
중세 시대의 전투양상은 주로 한 편이 상대의 성을 포위하는 것이었다. 상대의 성이 적절하게 방어되었을 때, 공격자는 성을 직접 공격할 것인지, 식량 공급을 차단하여 적을 굶기는 것을 선택하거나, 성 방어 시설을 파괴하거나 우회하는 데 특별히 디자인된 전쟁 무기를 사용했다. 방어하는 군인들도 투석기와 투석기를 사용하여 방어적 이점을 취하기도 했다.
다른 전술은 성벽에 불을 놓아 시멘트를 분해하여 성벽을 구성하는 돌을 분해하는 시도였다. 다른 간접 수단은 광산 작업이었는데, 이를 통해 벽 아래에 땅굴을 파서 기초를 약화시키고 파괴하는 것이었다. 세 번째 전술은 성벽을 넘어 과다 질병을 전파하기 위해 벽 위로 병든 동물이나 사람의 시체를 투척하는 것이었으며, 이는 방어자가 항복하도록 강제하는 질병의 초기 형태였다. 이는 생물학적 전쟁의 초기 형태이기도 했다.

## 현대 시대

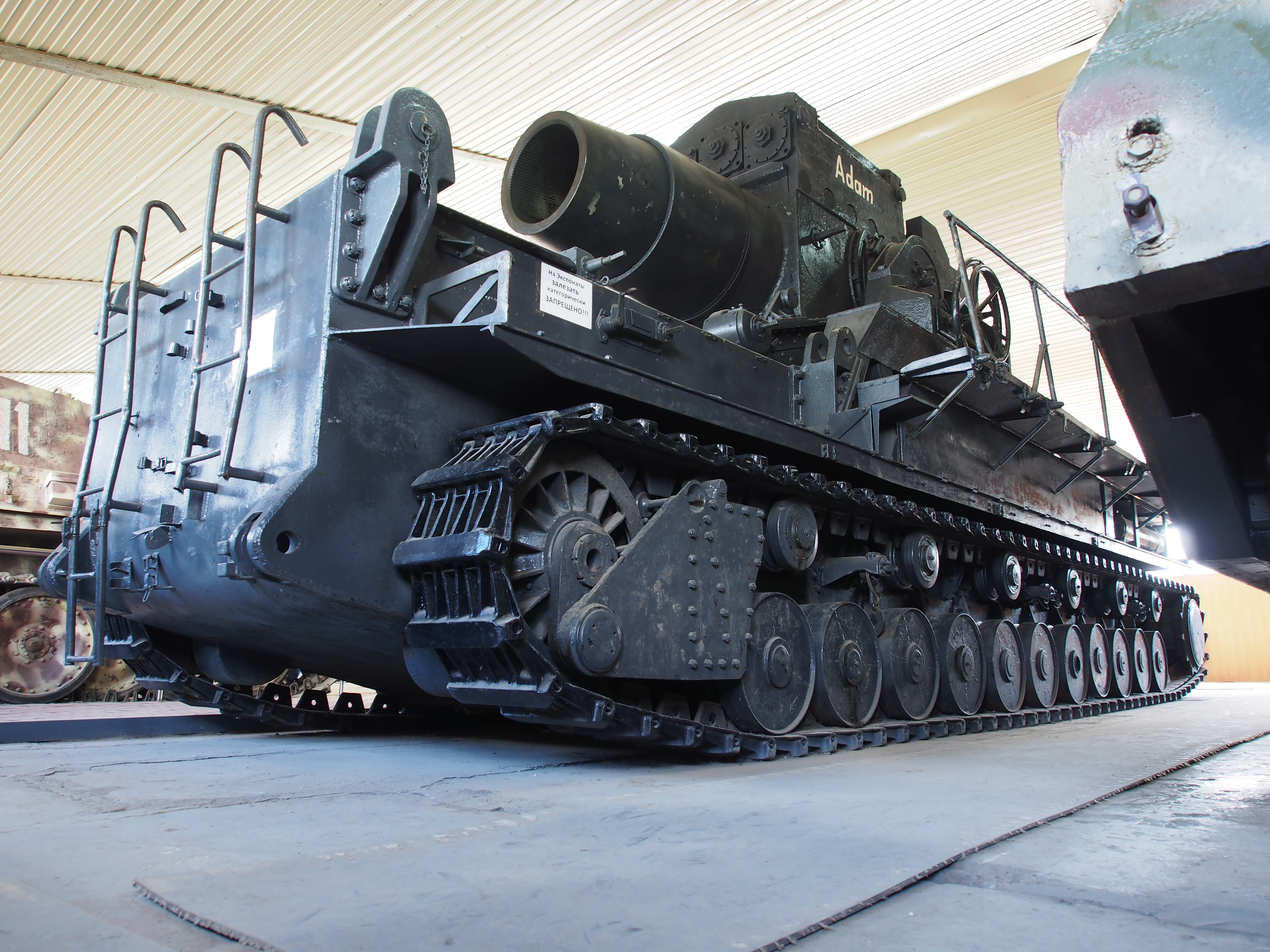
2차 세계대전에 사용된 독일군의 공성포 'Karl-Gerät'

화약의 등장과 함께 화기인 화포(아르크부스)와 대포가 발전하게 되었으며, 이어서 폭발물, 박격포, 박격포 폭탄, 박격포 포, 그리고 대포와 같은 무기들이 개발되었다. 이러한 무기들은 효과가 매우 뛰어났으며, 그에 따라 도시벽과 같은 방어 구조물은 낮고 두꺼워야 했으며, 이는 Vauban의 디자인에서 확인할 수 있다.
전투용 포와 구별되는 전용 공성포의 개발은 제1차 세계 대전과 제2차 세계 대전을 통해 점차 정점에 이르렀다. 제1차 세계 대전 중에는 Big Bertha와 같이 거대한 공성포가 현대 요새를 공격하기 위해 개발되었다. 공성포의 정점은 제2차 세계 대전 초기에 만들어진 거대한 80cm(31인치) 구경의 Schwerer Gustav 포이다. Schwerer Gustav 포는 초기에는 프랑스의 마지노 선(Schwerer Gustav)의 공성을 위해 만들어졌으나 당시에는 완성되지 않았다. 대신 마지노 선의 정면 공격이 아닌 빠른 기계화된 병력의 운동을 피해서 운항되었다. 현대 공성포를 배치하고 이동하는 데 걸리는 시간이 너무 오래 걸렸으며, 이로 인해 항공 공격에 취약하였으며, 또한 현대 전쟁의 빠른 병력 이동에는 부적합했다.

## 같이 보기
- 초기 열기 무기(Early thermal weapons)
- 요새
- 공성무기 목록(List of siege engines)
- 중세 전쟁
- 군사 기술
- 군사사
- 분류: 공성 장비

## 참고문헌
- 미즈노 히루키, 『도해 고대병기』,  AK Trivia Book, 2012
- 송영대, 『고구려 원정에 나타난 隋 · 唐의 공성전술』, 제107호, 한국고대사연구, 2022
- Cartwright, Mark, Roman Siege Warfare, World History Encyclopedia, 2016
- Dodson, Aidan, Monarchs of the nile, American Univ in Cairo Press, 1996